# Bo Díaz
Pour les articles homonymes, voir Diaz.
Baudilio « Bo » José Díaz Seijas (né le 23 mars 1953 à Cúa, Miranda, Venezuela et mort le 23 novembre 1990 à Caracas au Venezuela) est un receveur de baseball.
Il évolue dans les Ligues majeures de baseball pour les Red Sox de Boston en 1977, les Indians de Cleveland de 1978 à 1981, les Phillies de Philadelphie de 1982 à 1985 et les Reds de Cincinnati de 1985 à 1989. Il est sélectionné pour deux matchs d'étoiles, en 1981 et 1987.
En 993 matchs joués dans les majeures, Bo Díaz compile 834 coups sûrs dont 87 circuits, 452 points produits et 327 points marqués. Sa moyenne au bâton en carrière s'élève à ,255.
Díaz frappe 20 coups de circuit pour les Leones del Caracas durant la saison 1980, établissant un record de la Ligue vénézuélienne de baseball professionnel qui ne sera battu qu'en 2013 par Alex Cabrera.
Il meurt à l'âge de 37 ans le 23 novembre 1990 dans un accident à sa résidence de Caracas, au Venezuela. Il souffre d'une blessure fatale à la tête et à la nuque lorsqu'il est écrasé par l'antenne parabolique qu'il essayait d'installer sur le toit de sa maison. 